# Macéo Capietto
Macéo Capietto (Montereau-Fault-Yonne, Francia; 12 de enero de 2006) es un piloto de automovilismo francés.  Fue tercero en el Campeonato Francés de F4 de 2021.

## Carrera deportiva

### Inicios
Capietto comenzó a competir en el karting desde muy joven. Después de pasar tres temporadas en Minikart en las que se convirtió en campeón regional de Île-de-France. Saltó a la escena internacional en 2018, en donde fue entrenado brevemente por Anthoine Hubert. Fue subcampeón detrás de Esteban Masson en el Campeonato de Francia Junior de Karting de 2019, y en su último año de karting, conduciendo para el equipo de Giorgio Pantano, finalizó en el podio de la WSK Euro Series.

### Fórmula Regional
Después de probar para varios equipos durante el invierno. Capietto pasó al Campeonato de Fórmula Regional Europea en 2022, junto con Pietro Armanni y Cenyu Han en Monolite Racing.
Para 2023, Capietto cambió a RPM para disputar el Campeonato de Fórmula Regional Europea. Logró un podio en Hungría.

### Resistencia
En 2024, el francés debutó en carreras de resistencia. Compitió en European Le Mans Series (LMP2) con Iron Lynx - Proton, donde logró una victoria. También corrió las 24 Horas de Le Mans.

## Resumen de carrera
| Temporada | Categoría                              | Equipo             | Carreras     | Victorias    | Poles        | VR           | Podios       | Puntos       | Pos.         |
| --------- | -------------------------------------- | ------------------ | ------------ | ------------ | ------------ | ------------ | ------------ | ------------ | ------------ |
| 2021      | Campeonato Francés de F4               | FFSA Academy       | 19           | 4            | 3            | 6            | 10           | 203          | 3.º          |
| 2021      | Campeonato de Italia de Fórmula 4      | Prema Powerteam    | 6            | 0            | 0            | 0            | 0            | 2            | 30.º         |
| 2022      | Campeonato de Fórmula Regional Europea | Monolite Racing    | 20           | 0            | 0            | 0            | 0            | 12           | 22.º         |
| 2023      | Campeonato de Fórmula Regional Europea | RPM                | 20           | 0            | 0            | 0            | 1            | 77           | 8.º          |
| 2024      | European Le Mans Series - LMP2         | Iron Lynx - Proton | 6            | 1            | 1            | 0            | 1            | 36           | 8.º          |
| 2024      | 24 Horas de Le Mans - LMP2             | Proton Competition |              |              |              |              |              |              | DNF          |
| 2025      | European Le Mans Series - LMP2         | Iron Lynx - Proton | Disputándose | Disputándose | Disputándose | Disputándose | Disputándose | Disputándose | Disputándose |
| 2025      | Campeonato de Fórmula Regional Europea | CL Motorsport      | Disputándose | Disputándose | Disputándose | Disputándose | Disputándose | Disputándose | Disputándose |
| Fuente:   |                                        |                    |              |              |              |              |              |              |              |

## Resultados

### Campeonato Francés de F4
(Clave) (negrita indica pole position) (cursiva indica vuelta rápida)

| Año  | Equipo       | 1   | 1   | 1   | 2   | 2   | 2   | 3   | 3   | 3   | 4   | 4   | 4   | 5   | 5   | 5   | 6   | 6   | 6   | 7   | 7   | 7   | Pos. | Puntos |
| ---- | ------------ | --- | --- | --- | --- | --- | --- | --- | --- | --- | --- | --- | --- | --- | --- | --- | --- | --- | --- | --- | --- | --- | ---- | ------ |
| 2021 | FFSA Academy | NOG | NOG | NOG | MAG | MAG | MAG | BUD | BUD | BUD | LÉD | LÉD | LÉD | MNZ | MNZ | MNZ | LEC | LEC | LEC | MAG | MAG | MAG | 3.º  | 203    |
| 2021 | FFSA Academy | DNS | 8   | 2   | 1   | 13  | 3   | 2   | 8   | 1   | 1   | 7   | 2   | 2   | 2   | C   | 1   | 5   | 4   | DSQ | DSQ | DSQ | 3.º  | 203    |

### Campeonato de Italia de Fórmula 4
(Clave) (negrita indica pole position) (cursiva indica vuelta rápida)

| Año  | Equipo          | 1   | 1   | 1   | 2   | 2   | 2   | 3   | 3   | 3   | 4   | 4   | 4   | 5   | 5   | 5   | 6   | 6   | 6   | 7   | 7   | 7   | Pos  | Puntos |
| ---- | --------------- | --- | --- | --- | --- | --- | --- | --- | --- | --- | --- | --- | --- | --- | --- | --- | --- | --- | --- | --- | --- | --- | ---- | ------ |
| 2021 | Prema Powerteam | LEC | LEC | LEC | MIS | MIS | MIS | VLL | VLL | VLL | IMO | IMO | IMO | SPI | SPI | SPI | MUG | MUG | MUG | MNZ | MNZ | MNZ | 32.º | 2      |
| 2021 | Prema Powerteam |     |     |     |     |     |     |     |     |     | 17  | Ret | 13  |     |     |     |     |     |     | 30† | 14  | 9   | 32.º | 2      |

### Campeonato de Fórmula Regional Europea
(Clave) (negrita indica pole position) (cursiva indica vuelta rápida)

| Año  | Equipo          | 1   | 1   | 2   | 2   | 3   | 3   | 4   | 4   | 5   | 5   | 6   | 6   | 7   | 7   | 8   | 8   | 9   | 9   | 10  | 10  | Pos. | Puntos |
| ---- | --------------- | --- | --- | --- | --- | --- | --- | --- | --- | --- | --- | --- | --- | --- | --- | --- | --- | --- | --- | --- | --- | ---- | ------ |
| 2022 | Monolite Racing | MNZ | MNZ | IMO | IMO | MON | MON | LEC | LEC | ZAN | ZAN | BUD | BUD | SPA | SPA | SPI | SPI | BAR | BAR | MUG | MUG | 22.º | 12     |
| 2022 | Monolite Racing | 12  | 10  | 13  | 9   | 13  | Ret | 26  | Ret | 16  | 9   | 26  | 10  | 19  | 16  | 16  | 28  | 23  | 20  | 7   | 18  | 22.º | 12     |
| 2023 | RPM             | IMO | IMO | BAR | BAR | BUD | BUD | SPA | SPA | MUG | MUG | LEC | LEC | SPI | SPI | MNZ | MNZ | ZAN | ZAN | HOC | HOC | 8.°  | 77     |
| 2023 | RPM             | Ret | 9   | 5   | 7   | 10  | 3   | 6   | 8   | 8   | 6   | 21  | 10  | 8   | 13  | Ret | 12  | 10  | 13  | 7   | 10  | 8.°  | 77     |

## Vida personal
Es hijo del director del equipo Prema Racing y expiloto de karting, Guillaume Capietto.